# Elis & Tom
Elis & Tom è un album di Elis Regina e Antônio Carlos Jobim, pubblicato nel 1974 dalla Philips. È considerato dalla critica musicale e dal pubblico brasiliano uno dei dischi più importanti della musica popolare brasiliana (MPB).

## Il disco

### La storia
All'inizio degli anni settanta Elis Regina era la vera "diva" della musica brasiliana, ma la sua fama era, di fatto, limitata ai confini brasiliani. L'epoca è quella della dittatura militare e pochi erano i musicisti e gli artisti che potevano, in qualche modo, esprimersi. Elis Regina stessa, in quel periodo, era ingabbiata in un ruolo che faceva comodo al regime, quello della bella e brava cantante, orgoglio e simbolo del suo paese; ma si trattava di una prigione dorata dalla quale la grande cantante faticò ad uscire, nonostante il suo talento che avrebbe potuto permetterle risultati e successi ancora maggiori, specialmente all'estero.
La sua casa discografica, la Philips, decise di "premiare" la sua più importante interprete, per i 10 anni di carriera, dandole la possibilità di uscire dal Brasile per incidere un disco negli Stati Uniti. L'occasione, poi, era ancora più ghiotta perché rappresentava l'incontro tra due delle personalità maggiori della MPB: "o maestro" e "a cantora", il maestro e la cantante per eccellenza.
Antônio Carlos Jobim divideva la sua attività tra il Brasile e gli Stati Uniti dov'era molto popolare in virtù dei suoi successi degli anni sessanta, in pieno boom della bossa nova, e con il disco con Frank Sinatra di qualche anno prima.
Il nuovo disco venne perciò registrato in California, a Los Angeles, con l'idea, da parte di Elis Regina e i suoi, di poter ottenere un lancio nel music business americano.
L'incontro risultò, in effetti, esplosivo. Il carattere non certo facile e gli atteggiamenti di Elis Regina a confronto con la personalità e il carisma di Tom Jobim. L'abitudine a dominare la scena da parte della cantante di Porto Alegre non trovò arretramenti in quello che era ed è riconosciuto come il più importante musicista brasiliano.
La stessa Elis Regina definì l'incontro con Tom Jobim quello tra due persone nervose capaci di rilassarsi solo attraverso la musica.
In mezzo si trovava César Camargo Mariano, marito e band leader di Elis Regina, ottimo pianista e arrangiatore, il quale, responsabile musicale del progetto, faticò non poco a trovare un equilibrio tra le pretese della cantante e l'aperta disapprovazione di Jobim (insoddisfatto degli arrangiamenti). Nemmeno la personalità di Aloysio de Oliveira, grande nome della musica brasiliana, poté fare molto per favorire un clima di serenità.
In fondo per Antônio Carlos Jobim si trattava di un progetto che nulla aggiungeva alla sua carriera ed era lontano dai suoi interessi artistici del momento. Per Elis Regina si trattava di una grande occasione, quella di vedersi riconosciuta a livello internazionale e, in particolare, negli Stati Uniti, che sembrava, però, non mantenere quanto promesso, perché, diversamente dalle attese iniziali, Elis & Tom rimase un disco brasiliano, prodotto da brasiliani e solo incidentalmente, registrato negli USA.

### La musica
Musicalmente, comunque, il risultato fu un capolavoro riconosciuto. Elis & Tom diventerà negli anni uno dei dischi brasiliani più celebri, un esempio a cui sono stati dedicati innumerevoli omaggi.
Il malumore in studio si avverte nella musica solo come tensione, come drammaticità nella voce di Elis Regina.
L'album inizia con una versione storica di quella che è forse la canzone più famosa in Brasile, Águas de março. Composta e incisa da Jobim un paio di anni prima, era stata poi portata al successo proprio da Elis Regina che l'aveva inserita anche in uno dei suoi tanti album intitolati semplicemente Elis. Il duetto è uno dei momenti più belli del disco. La voce luminosa e caldissima della cantante è impreziosita dalla voce baritonale, profonda, roca, ma elegantissima, di Jobim. Il finale, un gioco a rubarsi le parole non pronunciate, è passato alla storia, con quel riso smorzato di Elis Regina che è, in piccolo, la sintesi di tutta la carriera della grande cantante.
Só tinha de ser com você è una bossa nova incalzante, impreziosità dagli accenti del piano elettrico di César Camargo Mariano. Modinha e Corcaovado sono struggenti e drammatiche. Triste è una delle vette del disco con il modo tutto particolare e in fondo atipico di Elis Regina nell'interpretare la bossa nova.
O que tinha de ser e Por toda a minha vida sono due delle più belle e drammatiche canzoni di Tom Jobim e Vinícius de Moraes: Elis Regina le interpreta con il coinvolgimento drammatico che l'ha resa celebre. Fotografia è una delle canzoni più belle e emozionanti del disco. In Soneto da separação torna la voce di Jobim in una canzone a tratti tragica, ma intensissima. Chovendo na roseira  è un bellissimo esempio di bossa nova in tempo dispari, insolito nel tempo, ma tipico nel suono e nell'atmosfera.
Elis & Tom rappresentò la definitiva affermazione di Elis Regina come una delle migliori interpreti della musica brasiliana di ogni tempo. Dimostra anche che Elis Regina non era propriamente una cantante di bossa nova: la sua affermazione era avvenuta quando l'esplosione della bossa nova era già storia e la musica leggera brasiliana, come quella di tutto il mondo, era attraversata da una irrefrenabile voglia di rinnovamento.
Se non era una cantante di bossa nova, Elis Regina, voce troppo calda in confronto con quelle di João Gilberto e della ragazza di Ipanema Astrud Gilberto, ne è stata forse, paradossalmente, la miglior interprete, come testimoniato ampiamente da questo disco.

### L'edizione per il trentennale
Per i 30 anni di uscita di Elis & Tom, la casa discografica indipendente Trama, tra i cui fondatori e soci vi è uno dei figli di Elis Regina, il musicista João Marcello Bôscoli, ha pubblicato una edizione speciale dell'album, restaurata e rimasterizzata a cura di César Camargo Mariano stesso, uno dei protagonisti del progetto originale.
L'edizione speciale contiene un CD Audio con tutte le canzoni rimasterizzate e un DVD con le 14 tracce originali più 2 bonus track in versione DVD-Video 5.1 Dolby Digital AC3 e DTS e in versione DVD-Audio MLP e Stereo PCM.

## Formazione
- Elis Regina - voce
- Antônio Carlos Jobim - voce, chitarra acustica, pianoforte, arrangiamento
- Cesar Camargo Mariano - pianoforte, piano elettrico, arrangiamento
- Oscar Castro-Neves - chitarra classica
- Helio Delmiro - chitarra classica, chitarra elettrica
- Luizão Maia - basso elettrico, contrabbasso
- Paulinho Braga - batteria
- Chico Batera - percussioni
- Bill Hitchcock - conduzione

## Tracce
1. Águas de março (Antonio Carlos Jobim) - (3'43")
2. Pois é (Chico Buarque-Antonio Carlos Jobim) - (1'55")
3. Só tinha de ser com você (Antonio Carlos Jobim-Aloysio de Oliveira) - (4'08")
4. Modinha (Antonio Carlos Jobim-Vinicius de Moraes) - (2'17")
5. Triste (Antonio Carlos Jobim) - (3'24")
6. Corcovado (Antonio Carlos Jobim) - (4'01")
7. O que tinha de ser (Antonio Carlos Jobim-Vinicius de Moraes) - (1'53")
8. Retrato em branco e preto (Chico Buarque-Tom Jobim) - (3'08")
9. Brigas, nunca mais (Antonio Carlos Jobim-Vinicius de Moraes) - (2'23")
10. Por toda a minha vida (Antonio Carlos Jobim-Vinicius de Moraes) - (2'12")
11. Fotografia (Antonio Carlos Jobim) - (3'33")
12. Soneto da separação (Antonio Carlos Jobim-Vinicius de Moraes) - (2'27")
13. Chovendo na roseira (Antonio Carlos Jobim) - (4'23")
14. Inútil paisagem (Antonio Carlos Jobim-Aloysio de Oliveira) - (3'40")
15. Fotografia (versão alternativa) (Antonio Carlos Jobim) - (4'36") (*)
16. Bonita (Antonio Carlos Jobim) - (3'07") (*)

(*) Non presente nel LP originale; presente solo nel DVD audio/video dell'edizione speciale del 2004 e non nel CD Audio.